# パラシュラーマ
パラシュラーマ（Parashurama サンスクリット語 ：परशुराम、 IAST ：Paraśurāma、斧を持つラーマ の意）は、インド神話の大英雄、大神ヴィシュヌ6番目の化身。彼はその神話最強の英雄の一人である。

## 伝承

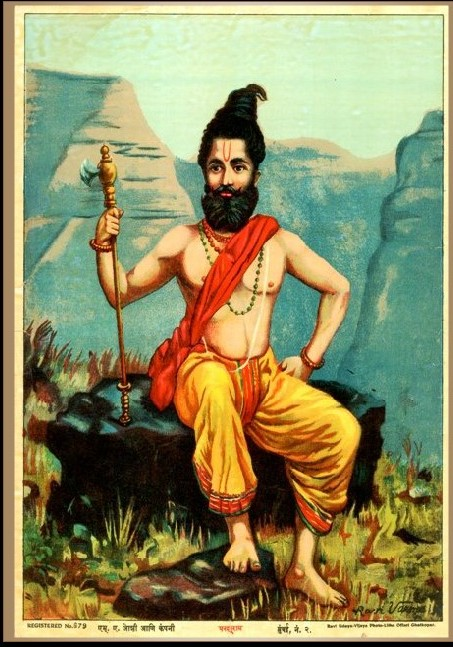
パラシュラーマ（ラヴィ・ヴァルマ画）

パラシュラーマは聖仙であり、ヴィシュヌの６番目の化身（アヴァターラ）であり、破壊神シヴァの直弟子にあたる仙人である。アヴァターラとしての役割は「驕ったクシャトリヤの殲滅」である。インド神話に出てくる戦士は源流を辿るとこのパラシュラーマに行き着くことが多い。パラシュラーマの直弟子はビーシュマ、ドローナ、カルナなどであり、マハーバーラタの戦争において名を連ねるアルジュナの師匠もドローナであり、カルナ軍の戦士アシュヴァッターマンもドローナの弟子かつ息子であるため源流はパラシュラーマになる。つまりマハーバーラタの戦争で用いられた技の多くはパラシュラーマ、シヴァ由来になる。
パラシュラーマは力を求めヒマラヤ山に登りシヴァに教えを受けた。そして修行中の身ながらアスラを倒したことと師であるシヴァとの試合にてシヴァの額に傷をつけたことで、シヴァは大変喜び功績を認めて神器である斧パラシュと免許皆伝を授かった。その後、望んだものを産み出す牡牛カーマデーヌを盗んだ魔王カールタヴィーリヤ・アルジュナ の千本の腕をパラシュで切り刻み退治した。その後、父ジャマダグニはパラシュラーマが人を殺したことを責め聖地巡礼を命じた。だが生き残っていたカールタヴィーリヤの息子たちが仇討ちとしてジャマダグニを殺してしまう。父の訃報を聞きつけ帰ると母は泣いており、父の死を悔やんだ母の嘆きの数である21回に渡ってクシャトリヤの大虐殺を行い、結果一時代からクシャトリヤを消し去ってしまったのである。
パラシュラーマはインド二大叙事詩どちらにも登場する。ラーマーヤナでは、ラーマがシヴァから授かった弓を折った音を聞きつけラーマとシーターの結婚式に乱入し、激昂しラーマと交戦した。その後、パラシュラーマは彼が自分と同じヴィシュヌの化身である事に気付くと、己の無礼を詫びて立ち去った。
ヴィシュヌの弓ヴィジャヤも持ち、数々の英雄の手に渡った矢や奥義ブラフマーストラ、ブラフマーシラストラも、もともとはパラシュラーマのものである。パラシュラーマは自らの弟子であるビーシュマが自らに背いたときにビーシュマと戦闘をしているが、戦いは23日間続いた、その時は「地球にまたがり」、「神獣に馬車を引かせ」、「神を体に纏っていた」とされる。そしてマハーバーラタ叙事詩にて現れるクリシュナに「一度投げれば相手を全て滅する恩恵」の宿ったヴィシュヌのチャクラムであるスダルシャナ・チャクラムを授けたのもパラシュラーマである。
パラシュラーマはカルナに教えを乞われ、多くの技を授けるが、カルナの膝で寝ていた際にカルナが足を蛇に咬まれてしまう。カルナはパラシュラーマを起こしてはいけないと痛みに堪えるが、カルナが蛇に咬まれていることに気づくとその我慢強さからカルナが身分をバラモンと偽っていたことを看破し、「いざと言う時に師（パラシュラーマ）によって教えられた技が思い出せなくなる」と「戦車の車輪が地面に埋まる」という呪いをかける。それによりカルナはマハーバーラタの戦争においてアルジュナとの決戦の際に戦車の車輪が埋まり、技を忘れその隙にアルジュナによって殺されることになる。しかしそれとは別にカルナの武勇を認めており、自らの持っていた最高の武器であるヴィシュヌの弓矢ヴィジャヤを与えている。
その後、パラシュラーマはバラモン階級に自身の全ての武器を渡したため、年老いた頃には武器のほとんどを失っていたとされる。パラシュラーマは生涯においてラーマとビーシュマにしか敗北を喫していない。だがラーマと戦ったときは既に多くの武器をバラモンに分け与えており、ビーシュマと戦ったときは父と祖父の霊によってブラフマーシラストラの使用を止められ、さらにはビーシュマにパラシュラーマ由来以外の奥義を扱われ眠らされ敗北をしている。このときビーシュマは創造神ブラフマーに「師であるパラシュラーマから習った奥義以外を用いてパラシュラーマを倒すことは師への冒涜である」と止められていたがそれを破って発動している。その後パラシュラーマはビーシュマを「最高の戦士」と認め、武器を授け免許皆伝を与えた。これ以降ビーシュマは高潔な人物としてマハーバーラタで語られ、マハーバーラタの戦争においても敵軍にも尊敬される最高の戦士として葬られることになる。さらに一説によれば、ガネーシャの牙を斧で折ったのもパラシュラーマだとされる 。
パラシュラーマは大陸を創生するために自らの神器パラシュを海に投げ捨てている。また、ヴィシュヌの化身であるが多くの人を殺してしまったため天には帰れず、今もどこかで生きているとされている。現在でもパラシュラーマの生誕を祝うパラシュラーマ・ジャヤンティと言う祭りが存在している。
そしてパラシュラーマが化身として行う最後の役割は「最後の化身であるカルキに技を伝えカリ・ユガの手助けをする」ことである。そのために伝えられる技とは地球を破壊するブラフマーシラストラではないかとされている。
インドの古武術カラリパヤットは開祖をパラシュラーマとする地域がある。そのためカラリパヤットはヴィシュヌ神から習った武術とされており、現存する最古の武術でもある。後に少林寺拳法や空手などの源流となっている。

## ギャラリー

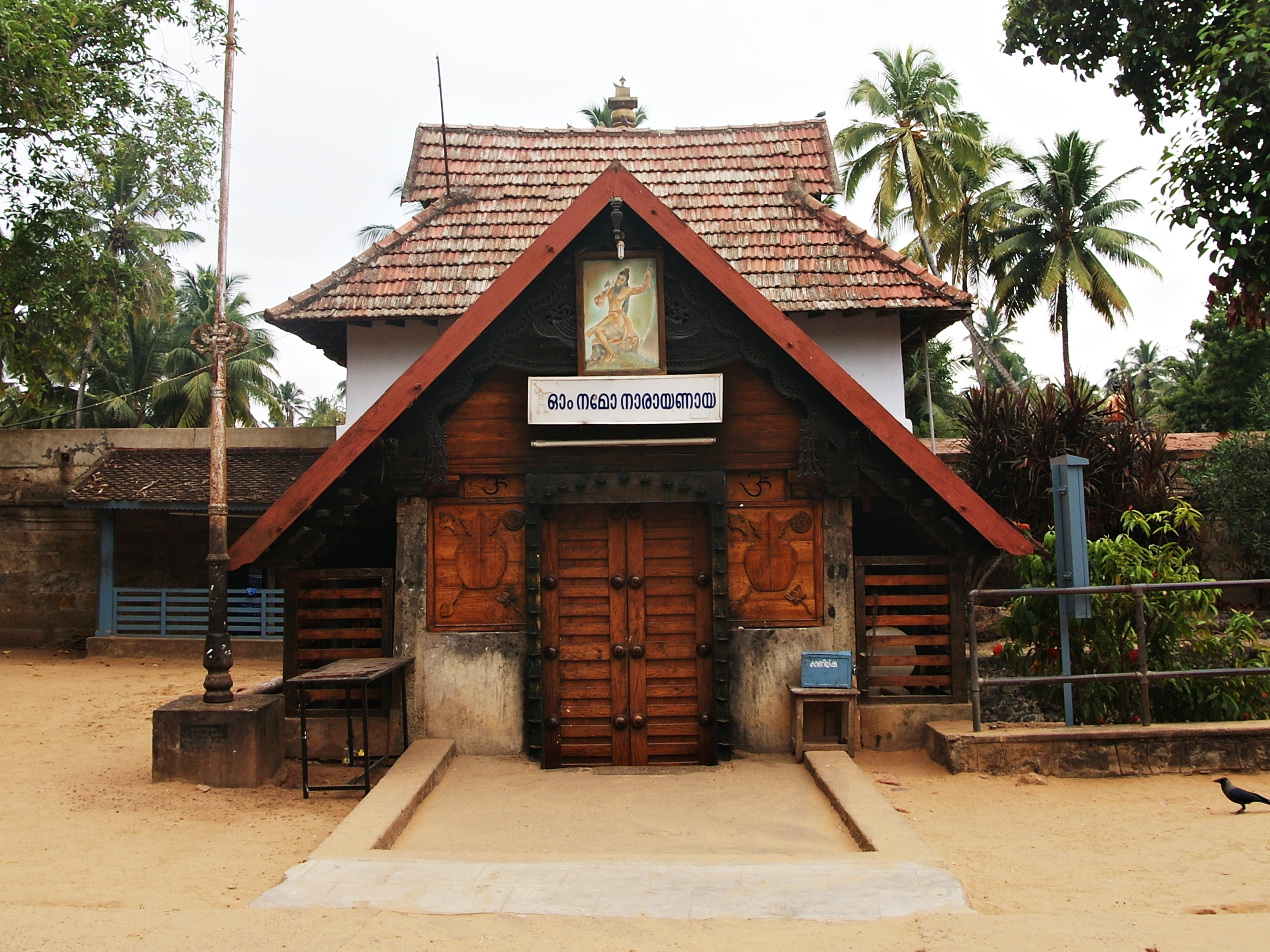
ケーララ州のパラシュラーマ寺院
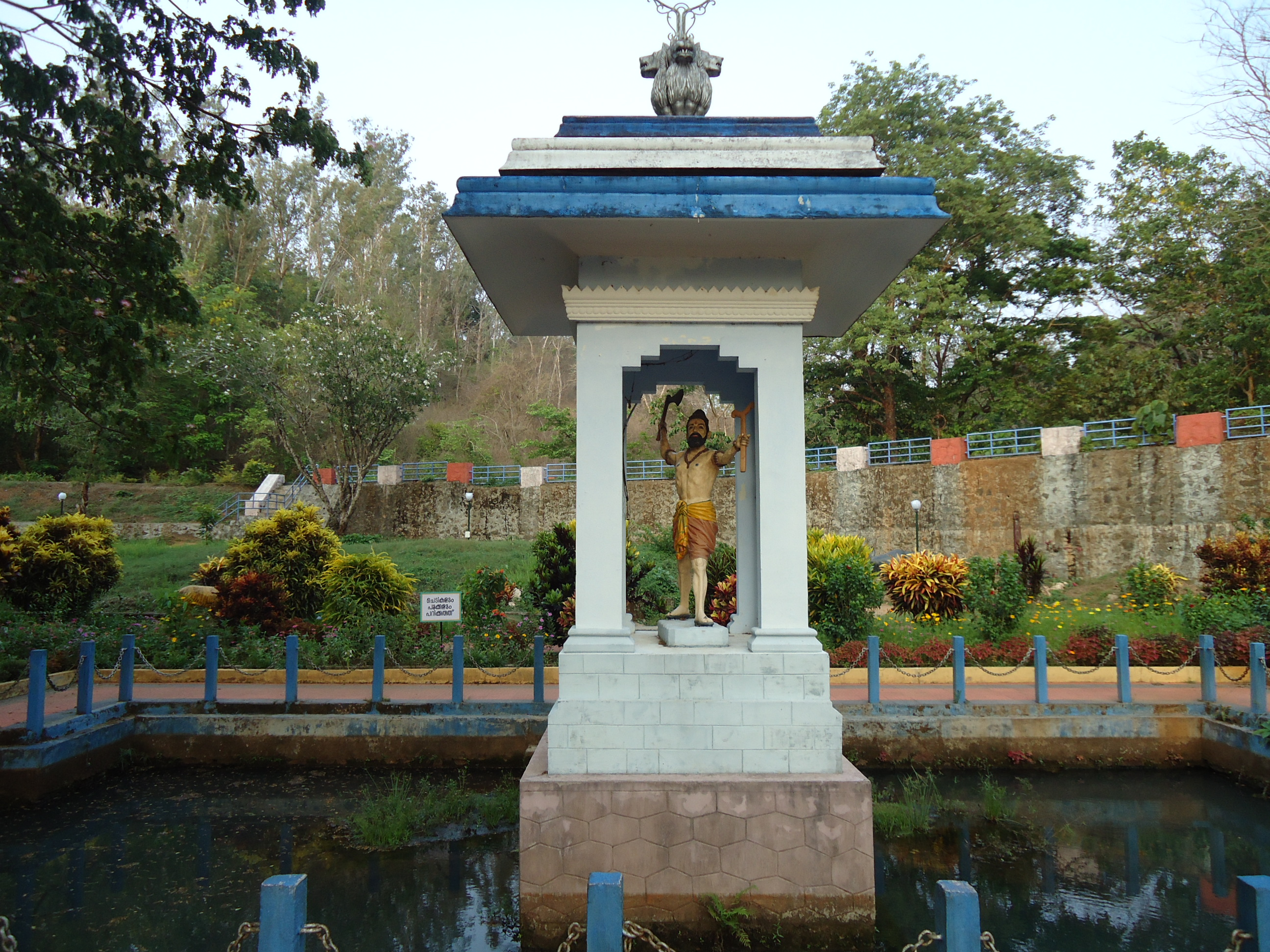
庭のパラシュラーマ像
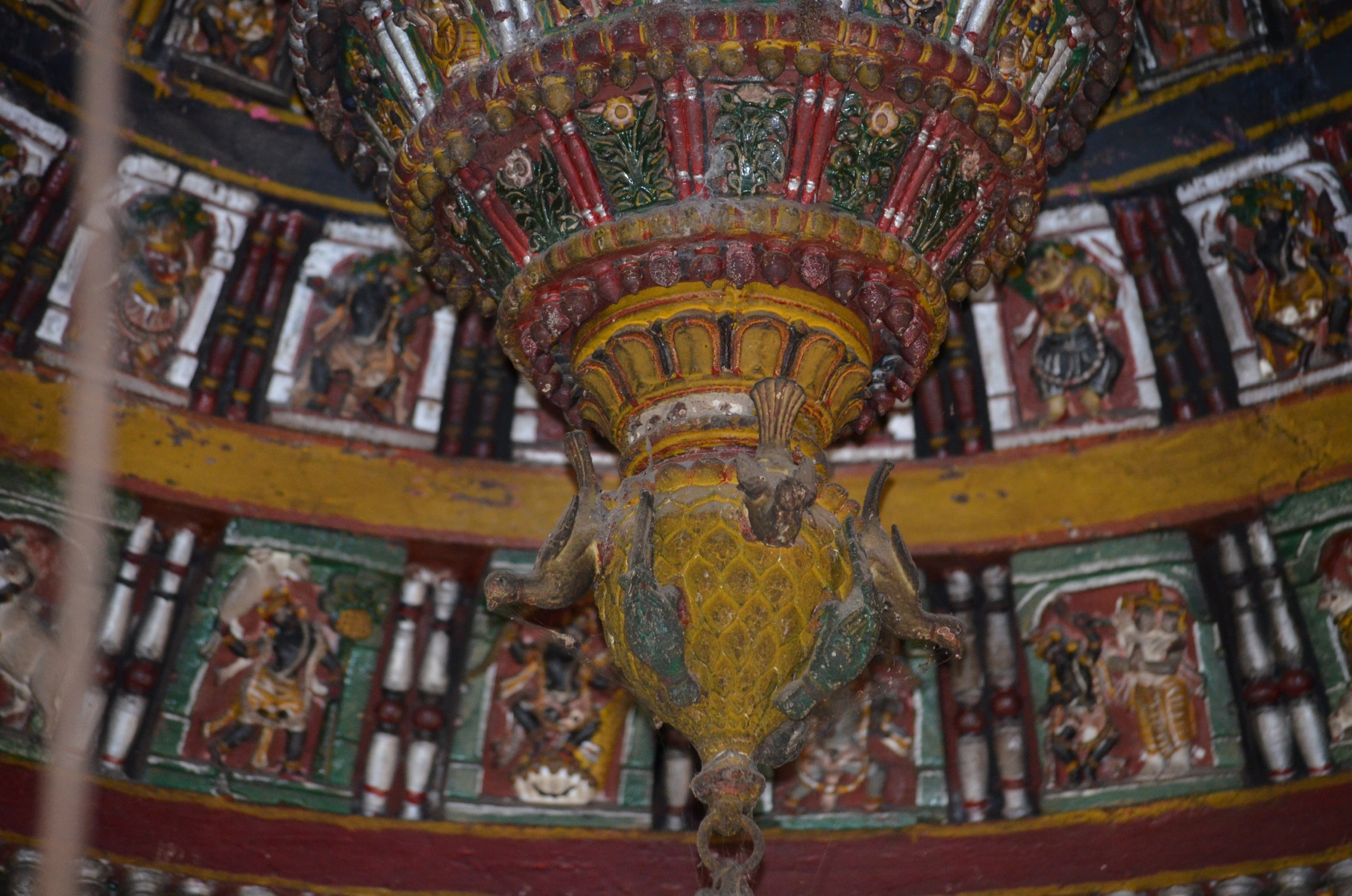
オリッサ州ブグダーのビランチナーラーヤン寺院